# 2513 Бетсле
2513 Бетсле́ (2513 Baetslé) — астероїд головного поясу, відкритий 19 вересня 1950 року.
Тіссеранів параметр щодо Юпітера — 3,577.